# Ed Jones
(en) Statistiques sur pro-football-reference
Edward Lee Jones (né le 23 février 1951 à Jackson) est un joueur de football américain et boxeur américain.

## Carrière

### Football américain

#### Université
Jones fait ses études à l'université d'État du Tennessee, jouant avec l'équipe des Tigers.

#### Professionnel
Ed Jones est sélectionné au premier choix du draft de la NFL de 1974 par les Cowboys de Dallas. La première saison de Jones à la NFL le voit jouer au poste de remplaçant. En 1975, il est nommé titulaire au poste de defensive end, interceptant la première passe de sa carrière. Il manque la saison 1979 après une courte carrière de boxeur et revient en 1980 où il est sélectionné pour la première fois au Pro Bowl en 1981. Il joue seize matchs de play-offs et trois Super Bowl dont le Super Bowl XII qu'il gagne avec les Cowboys.
Il se retire après la saison 1989, il se retire du football professionnel. Il était avec Mark Tuinei les seuls joueurs de l'histoire des Cowboys à jouer quinze saisons. Louis-Philippe Ladouceur en a joué 16.

### Boxeur
Après la saison 1978, Jones quitte le monde du football américain pour se lancer comme boxeur dans la catégorie poids-lourds, remportant tous ses combats de novembre 1979 et janvier 1980 dont un par KO. L'un de ses adversaires fut Fernando Montes qui deviendra champion poids-lourds du Mexique, le battant par KO au premier round.

### Catch
Jones fait un rapide passage par la World Wrestling Federation où il est arbitre de catch lors de Wrestlemania 2 en 1986. Il arbitre en dehors du ring pour une bataille royal de vingt hommes, impliquant des joueurs de football américain.

### Télévision
Jones est apparu dans un épisode de DiArnold et willy de 1981, intitulé "Le magicien" Saison 3, Épisode 1. Jones est apparu dans un épisode de Mariés, deux enfants de 1992, intitulé "Al Trop Balèse" épisode 15, saison 6 ("Just Shoe It" dans la version originale), comme l'un des athlètes célèbres de la publicité pour les chaussures de sport.

## Palmarès
- Pro Bowl: 1981, 1982 et 1983
- Seconde équipe de la saison 1978 pour la conference NFC par UPI
- Équipe de la saison 1981 pour la conference NFC selon Pro Football Weekly et l'UPI.
- Seconde équipe de la saison 1981 selon l' Associated Press
- Équipe de la saison 1981 selon le Newspaper Enterprise Association
- Seconde équipe de la saison 1982 pour la conference NFC selon UPI
- Équipe de la saison 1982 selon l'Associated Press
- Seconde équipe de la saison 1982 selon le Newspaper Enterprise Association
- Équipe de la saison 1983 pour la conference NFC selon le Pro Football Weekly et l'UPI
- Seconde équipe de la saison 1983 selon l'Associated Press et le Newspaper Enterprise Association
- Seconde équipe de la saison 1985 pour la conference NFC selon l'UPI